# Дайлекх (район)
Дайлекх (непальск. दैलेख जिल्ला) — один из 75 районов Непала. Входит в состав зоны Бхери, которая, в свою очередь, входит в состав Среднезападного региона страны.
На западе граничит с районом Ачхам зоны Сетхи, на севере — с районом Каликот зоны Карнали, на востоке — с районом Джаяркот и на юге — с районом Суркхет. Площадь района — 1502 км². Административный центр — город Дайлекх.
Население по данным переписи 2011 года составляет 261 770 человек, из них 126 990 мужчин и 134 780 женщин. По данным переписи 2001 года население насчитывало 225 201 человек.